# ديفيد روس لوك
ديفيد روس لوك (بالإنجليزية: David Ross Locke)‏ هو محرر ورسام كارتون وصحفي أمريكي، ولد في 20 سبتمبر 1833 في Vestal, New York ‏ في الولايات المتحدة، وتوفي في 15 فبراير 1888 في توليدو في الولايات المتحدة.

## وصلات خارجية
- ديفيد روس لوك على موقع الموسوعة البريطانية (الإنجليزية)
- ديفيد روس لوك على موقع إن إن دي بي (الإنجليزية)